# Les Llenes (Abella de la Conca)
Les Llenes és un indret i partida del terme municipal d'Abella de la Conca, a la comarca del Pallars Jussà.
Està situat al nord-est d'Abella de la Conca, en el costat de llevant de la vall del barranc de la Vall i a la dreta del riu d'Abella. Constitueix el contrafort sud-oest del Bony de Calama, al sud-est de la Casa de la Vall, al nord-est del Mas Palou i a ponent de la Masia Gurdem. Al seu nord-oest hi ha la Cantonera de les Guineus.
Al nord de les Llenes hi ha el cim del Cap de les Llenes i, al vessant sud-oriental de la muntanya, l'Espluga de les Llenes.

## Etimologia
Llena procedeix d'un mot preromà que significa llosa, segons estudia Joan Coromines. En efecte, el lloc es caracteritza per l'abundor de lloses despreses de la cinglera que corona aquesta vall.